# Haut-francique
Le haut-francique (en allemand : Hochfränkisch ou Oberfränkisch) est une catégorie réfutée des langues et dialectes franciques rattachées au groupe allemand supérieur. Le haut-francique couvre le nord de cette zone linguistique, notamment la région de Franconie en Bavière, la Thuringe du Sud et le nord de Bade-Wurtemberg. 

## Subdivision

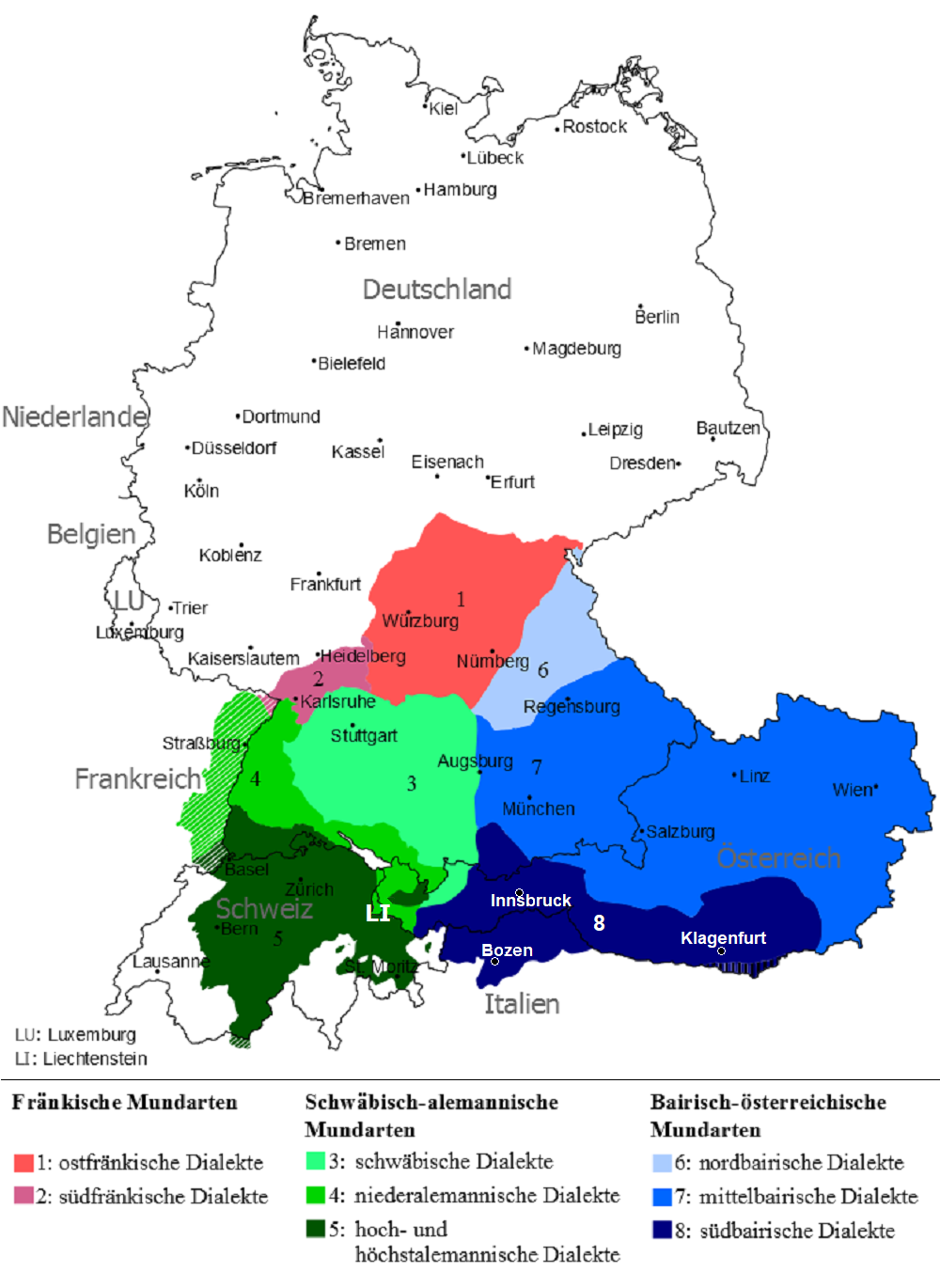
Le haut-francique au sein du groupe de l'allemand supérieur : francique oriental (1) en rouge, francique méridional (2) en violet.

On peut distinguer deux groupes des dialectes :
- le francique méridional (Südfränkisch), parfois nommé francique rhénan méridional (Südrheinfränkisch), parlé dans le nord de Bade-Wurtemberg (Karlsruhe, Heilbronn), dans le sud-est du Palatinat, et dans l'Outre-Forêt en Alsace.
- le francique oriental (Ostfränkisch) parlé en Franconie (« Franconien »), région du nord de la Bavière, dans les zones adjacentes de Bade-Wurtemberg (Schwäbisch Hall, Crailsheim), et dans la Thuringe du Sud (Suhl).